# لوننغن
لوننينغ (بالألمانية: Löningen) هي بلدة ألمانية تقع في ألمانيا في كلوبنبورغ.[بحاجة لمصدر]  يقدر عدد سكانها بـ 13,244 نسمة .

## المدن التوأمة
مدينة فيتنبورغ هي مدينة توأمة لـلوننينغ.

## أعلام
- كورت شموكر